# Avenida Triunvirato
La avenida Triunvirato es una arteria vial de la Ciudad de Buenos Aires, Argentina.
Bajo su recorrido, corre parte de la Línea B del subte porteño encontrándose su estación terminal Juan Manuel de Rosas en el cruce con la calle Monroe. 
Toma el nombre de los gobiernos de las Provincias Unidas del Río de la Plata entre 1811 y 1814, los Primer y Segundo Triunviratos

## Orígenes
Triunvirato nace en la Avenida Federico Lacroze, en el barrio porteño de la Chacarita, a metros de la Estación Federico Lacroze del Ferrocarril Urquiza y a dos cuadras del Cementerio de la Chacarita.
Es la continuación de la Avenida Corrientes, la cual a principios del siglo XX terminaba en la esquina de Avenida Ángel Gallardo- Estado de Israel y cambiaba de nombre hacia el norte, transformándose desde ese punto en Triunvirato. Posteriormente la municipalidad de Buenos Aires haría el cambio de nombre del tramo entre Ángel Gallardo y Federico Lacroze como Avenida Corrientes, quedando solamente la traza actual bajo el nombre de Triunvirato. La numeración de la avenida aumenta hacia el norte. La primera disposición para el ordenamiento del tránsito en la ciudad de Buenos Aires fue el 4 de abril de 1872, cuando una ordenanza municipal estableció que los carruajes debían circular por la mano derecha.El 9 de junio de 1945, se dio en toda la ciudad el cambio de mano hacia la derecha.

## Recorrido
La avenida luego de su paso por Villa Ortúzar, describe una diagonal ligera respecto de las intersecciones de todas las calles de la zona y pasa a lo largo del límite entre del barrio de Parque Chas, e ingresa al barrio de Villa Urquiza después de la calle La Pampa. Luego de la intersección con la calle Monroe, cruza las vías del Ferrocarril Mitre a metros de la Estación General Urquiza y a las dos cuadras, en la esquina con la calle Pedro I. Rivera se interrumpe en la Plaza Echeverría, principal espacio verde de Villa Urquiza. Triunvirato continúa luego de atravesar el centro de la plaza, saliendo nuevamente en diagonal desde la calle Nahuel Huapi, hasta llegar a la intersección con la Avenida Congreso donde cambia su dirección para hacerse recta (paralela o perpendicular según el caso) respecto del resto de las calles del barrio.
En su tramo final ingresa al barrio de Saavedra luego de cruzar la Avenida Crisólogo Larralde, bordeando el Parque Sarmiento, describiendo una curva. En esta zona se encuentran la embajada de la República Popular China y el Club Sirio Libanés, así como la sede de la Unión Argentina de Rugby.
Termina en la rotonda de distribución vial entre la calle Galván, la citada avenida Triunvirato y las avenidas Ricardo Balbín y Ruiz Huidobro, aproximadamente a 700 m de la Avenida General Paz.
El 19 de junio de 2017, se aprueba la prolongación hasta la Avenida Federico Lacroze que permitirá conectar Avenida Trinuvirato con el centro de trasbordo Chacarita.
El día 20 de febrero de 2018, en horas del mediodía y con la presencia del Jefe de gobierno porteño Horacio Rodríguez Larreta, queda habilitada la extensión de la Avenida Triunvirato entre Avenida Elcano y Avenida Federico Lacroze.

## Características
La Avenida Triunvirato se caracteriza por un fuerte perfil comercial, sobre todo en el tramo comprendido entre la calle La Pampa y la plaza Echeverría, y en especial en las cercanías de la Estación Villa Urquiza en el barrio de idéntico nombre, y es junto con la Avenida de los Constituyentes una de las dos principales avenidas de Villa Urquiza, siendo ambas ejes del transporte de colectivos y en el caso de Villa Urquiza además del tren. Además entre la Avenida Elcano y la calle Monroe, conservaba pavimento adoquinado, otra de las cosas que la caracterizaba hasta 2018, siendo asfaltada. Por debajo de ella corre la  Línea B del Subte de Buenos Aires, la traza del mismo se ha construido por debajo de esta avenida. (ver recuadro en ángulo superior derecho del artículo para mayores referencias). Su traza se sitúa principalmente dentro de Villa Urquiza, siendo su principal su zona comercial, desarrollada en los alrededores de la avenida Triunvirato. Posee en sus cercanías las estaciones de subte de la Línea B: Tronador-Villa Ortúzar, Los Incas-Parque Chas, Echeverría y Juan Manuel de Rosas.
En 2010, se habilitaron dos contracarriles en sentido sur-norte y se convirtió en doble sentido entre 14 de julio y Avenida Olazábal, al año siguiente se colocó un distribuidor en el cruce con la Avenida Elcano, habilitándose la cuadra que restaba del contracarril. A 2017, producto del encarecimiento de alquileres y el derrumbe del consumo se observaba un aumento de los locales vacíos en la avenida.

## Cruces importantes y lugares de interés
A continuación se muestra un mapa esquemático a modo de resumen del recorrido de esta avenida en la ciudad de Buenos Aires
| STRq | TEEa | STRq |  |  |

|  | RM |  | BAHN |  |

|  | RM |

| RMq | RMKRZ | RMq | RMq + eBUE |  |

|  | RM |

| CONTgq | RMKRZ | STRq |  |  |

|  | RM |

| RMq | RMKRZ | RMq |  |  |

|  | RM |

|  | RMl | RM + RM+r |  |  |

|  | RMq | RMKRZ | RMq |  |

|  |  | RM |

|  | CONTgq | RMKRZ | STRq |  |

|  | STRq | RMKRZ | CONTfq |  |

|  | STRq | RMKRZ | CONTfq |  |

|  |  | RM |

|  | RMCONTgq | RMKRZ | RMq |  |

|  | RMq | RMKRZ | RMCONTfq |  |

|  |  | SKRZ-GBUE |  | BAHN |

|  | lNAT | RM |  |  |

|  | RMq | RMKRZ | RMq |  |

|  |  | RM | CONTg |  |

| CONTgq | TEEa | TEEe | KRZ |  |

|  | STR | lNAT | STR |  |

|  | KRZ | TEEa | KRZ | CONTfq |

|  | CONTf | STR | STR |  |

|  |  | ABZg+l | STRr |  |

|  | RMq | RMKRZ | RMq |  |

|  |  | RM |

|  | RMq | RMKRZ | RMCONTfq |  |

|  | ARCH | RM | lNAT |  |

|  |  | RM |  | lNAT |

|  | STR | RM | lNAT |  |

| RMq | RMKRZ | RMr |  |  |

|  | RM |  | lNAT |  |